# Joël Beddows
 (mars 2017).
Si vous disposez d'ouvrages ou d'articles de référence ou si vous connaissez des sites web de qualité traitant du thème abordé ici, merci de compléter l'article en donnant les références utiles à sa vérifiabilité et en les liant à la section « Notes et références ».
Joël Beddows est metteur en scène, professeur et auteur. Il a été le directeur artistique du Théâtre français de Toronto, anciennement directeur artistique du Théâtre Catapulte. Il enseigne actuellement au Département de théâtre de l’Université d’Ottawa, qu’il a dirigé. Il a d’abord suivi un baccalauréat de théâtre à l’Université d’Ottawa, complété par un D.E.A à l’institut d’études théâtrales à Paris III – La Sorbonne Nouvelle et un doctorat au Graduate Center for the Study Drama à l’Université de Toronto.

## Carrière théâtrale

### Directeur artistique

#### Théâtre la Catapulte: 1998-2010
C’est au cours de son mandat en tant que directeur artistique du Théâtre Catapulte (1998-2010) qu’il s’est affirmé en tant que voix singulière de la création canadienne. Parmi ses mises en scène signées pour « la compagnie aux mille miracles », il faut mentionner Faust : Chroniques de la démesure de Richard J Léger (1999), Safari de banlieue de Stephan Cloutier (2001), Le Testament du couturier de Michel Ouellette (2003) et Les Entrailles de Claude Gauvreau (2007). Il était aussi l’architecte principal du Projet Rideau Project, regroupant près de 100 artistes d’Ottawa et joué dans six lieux publics du marché By dans le cadre du Magnetic North Theatre Festival et de la biennale Zones théâtrales en 2009. C’est le Théâtre français de Toronto (TfT) qui a fait découvrir son travail aux publics de la Ville-reine en présentant Cette fille-là de Joan Macleod (Théâtre la Catapulte et le Théâtre la Seizième, 2004), Exit(s) de Luc Moquin (Théâtre la Catapulte et Théâtre du Nouvel-Ontario (TNO), 2006 mise en nomination pour le Dora de la meilleure production accueillie aux Doras) et Rage de Michele Riml (2008), sans oublier l’accueil tout récent d’Un neurinome sur une balançoire d’Alain Doom (L’Atelier et TNO, 2015). Collaborateur de longue date de la doyenne des compagnies franco-ontariennes, il a aussi mis en en scène La Société de Métis de Normand Chaurette (coproduction TfT, Théâtre Catapulte, le Théâtre Blanc et le Théâtre français du Centre national des arts, 2005) et Apocalypse à Kamloops de Stephan Cloutier (TfT, Théâtre la Seizième et Théâtre Catapulte, 2007).

#### Théâtre français de Toronto: 2016
Jusqu'en 2021, Joël Beddows assura la direction artistique du Théâtre français de Toronto, reprenant la barre du théâtre après son prédécesseur Guy Mignault. Dans ce cadre, il met en scène Dom Juan de Molière au printemps 2017.

### Metteur en scène
En tant que metteur en scène, il est reconnu comme ayant un vif intérêt pour un théâtre onirique, pour le développement dramaturgique et pour les pratiques jeunes publics. Il propose depuis bientôt deux décennies des expériences artistiques où se conjuguent symbolisme, poésie et commentaire social. Que ce soit dans le champ de la création ou du répertoire, chaque projet est un laboratoire où il cherche à remettre en question les repères et les clichés de notre existence contemporaine, tant réels qu’esthétiques, tant historiques que mémoriels. C’est actuellement l’un des rares metteurs en scène francophone connu aussi bien au Québec que dans les autres provinces du Canada.
Mises en scène pour compagnies francophones et anglophones à travers le Canada et à l’étranger :
À partir de 2007, il a commencé à signer des mises en scène pour diverses compagnies francophones et anglophones à travers le Canada et à l’étranger : Le Chien de Jean Marc Dalpé (TNO, 2007), The Empire Builders de Boris Vian (Third Wall Theatre, 2008), Happy Days de Samuel Beckett (Foyle Arts Centre, Irlande du Nord, 2010), The Lavender Railroad de Lawrence Aronovitch (Evolution Theatre, 2010), East of Berlin de Hannah Moscovitch (Great Canadian Theatre Company, 2012), Frères d’hiver de Michel Ouellette (Théâtre la Catapulte, 2010), À tu et à moi de Sarah Migneron (L’Atelier, 2013), Visage de feu de Marius von Mayenburg (théâtre l’Escaouette, Théâtre Blanc et Théâtre français du Centre national des Arts,, 2013), La fille d’argile de Michel Ouellette (Théâtre la Catapulte, 2014), Petites bûches de Jean-Philippe Lehoux (Théâtre de la Vieille 17, 2015) et Avant l’archipel d’Emily Pearlman (L’Atelier et Irréductible petit peuple, 2016).
En tout, ces mises en scène ont connu 25 tournées provinciales et nationales.  

### Conseiller dramaturgique
À titre de conseiller dramaturgique, il a travaillé sans relâche au renouvellement de la dramaturgie franco-ontarienne, un travail qu’il a accompli en partie en tant que titulaire de la Chaire de recherche sur la francophonie canadienne (pratiques culturelles), qu’il a animée de 2006 à 2016 à l’Université d’Ottawa. Les dramaturges et traducteurs Lawrence Aronovitch, Isabelle Bélisle, Stephan Cloutier, Marc-Antoine Cyr, Alain Doom, Michael Gauthier, Richard J. Léger, Danielle Le Saux-Farmer, Sarah Migneron et Manon St-Jules, pour ne nommer que ceux-là, ont pu bénéficier au fil des ans de ses compétences dans le domaine. C’est aussi avec Guy Mignault et le TfT qu’il a collaboré à la création du premier concours d’écriture dramatique provincial.

## Carrière universitaire
Joël Beddows a complété ses études doctorales à l’Université de Toronto sous la supervision de Mariel O’Neill-Karch. Il a accepté en 2002 un poste de professeur au Département de théâtre de l’Université d’Ottawa dont il a assuré la direction entre 2011 et 2016. Au cours de son mandat, il a été l’instigateur et le principal responsable de la construction d’un nouveau centre de création comprenant une boîte noire et quatre studios situés à la Cour des Arts d’Ottawa, conçus pour offrir un premier programme de conservatoire en jeu au Canada français. En tant que formateur, il a donné plusieurs cours de maître, dont ceux en développement dramaturgique au Foyle Arts (Derry, Irlande du Nord, 2010) et en mise en scène du texte contemporain à l’Université de Saint-Jacques-de-Compostelle (Espagne) en 2014. 
Il est également directeur de la Chaire de recherche des pratiques culturelles et francophonie canadienne du Collège des chaires de recherche sur le monde francophone à partir de 2006. 

## Auteur
Joël Beddows a été l’auteur de plusieurs publications, dont le codirecteur de deux collections d’articles : Les théâtres professionnels du Canada francophone : entre mémoire et rupture (codirigée avec Hélène Beauchamp, Le Nordir, 2001, et rééditée chez Prise de parole, 2014) et Histoire et mémoire au théâtre : perspectives contemporaines (codirigée avec Louise Frappier, Presses de l’Université Laval, 2016). Avec Amelie Mercier, il a rédigé l’historique de Théâtre Action : Pour mettre au monde un théâtre franco-ontarien : les 35 premières années de Théâtre Action, paru en 2007. Ses autres écrits ont paru dans les revues Jeu, L’Annuaire théâtral, Recherches théâtrales au Canada, Canadian Theatre Review et Liaison, sans oublier ses nombreux billets parus dans le Catalyseur du Théâtre la Catapulte. Il a aussi traduit des pièces de Brian Friel, Bernard-Marie Koltès, John Mighton et Marius Von Mayenburg vers le français ou l’anglais. 

## Mises en scène - sélection
Avant l’archipel d’Emily Pearlman et Nick DiGitano, traduction et adaptation Danielle LeSaux-Farmer et André Robillard, Théâtre français de Toronto et l’Irréductible Petit Peuple (Québec), 2016
Un neurinome sur une balançoire d’Alain Doom, Théâtre du Nouvel-Ontario (Sudbury) et L’Atelier (Ottawa), 2015.
Petites bûches de Jean-Philippe Lehoux, Théâtre de la Vieille 17 (Ottawa), 2015.
Visage de feu de Marius Von Mayerburg, théâtre l’Escaouette (Monction), Théâtre français du Centre national des Arts, le Théâtre Blanc (Québec), 2013.
À tu et à moi de Sarah Migneron, L’Atelier (Ottawa), 2013.
Frères d’hiver de Michel Ouellette, Théâtre la Catapulte (Ottawa), 2010.
The Lavender Railroad de Lawrence Aronovitch, Evolution Theatre (Ottawa), 2010.
Happy Days de Samuel Beckett, Foyle Arts Centre, Irlande du Nord, 2011.
The Empire Builders de Boris Vian, Third Wall Theatre (Ottawa), 2008.
Le Chien de Jean Marc Dalpé, Théâtre du Nouvel-Ontario (Sudbury), 2007.
La Société de Métis de Normand Chaurette, Théâtre la Catapulte (Ottawa), Théâtre français de Toronto, Théâtre Blanc (Québec) et Théâtre français du Centre national des Arts, 2006.
Cette fille-là de Joan MacLeod, dans une traduction d’Olivier Choinière, Théâtre la Catapulte (Ottawa) et Théâtre la Seizième (Vancouver).
Le Testament du couturier de Michel Ouellette, Théâtre la Catapulte (Ottawa), 2003.

## Prix et distinctions - sélection
2012 Prix Rideau, meilleure mise en scène francophone, Frères d’hiver de Michel Ouellette
2012 Prix Rideau, meilleure mise en scène anglophone, The Lavender Railroad de Lawrence Aronovitch
2011 Prix Rideau, meilleure mise en scène anglophone, Swimming in the Shallows d’Adam Bock
2010 Prix Marcus, Association des théâtres francophones du Canada, le Centre national des Arts et l’Ambassade de France.
2009 Prix Rideau, meilleure mise en scène anglophone, The Empire Builders de Boris Vian.
2009 Palme de la meilleure mise en scène, The Empire Builders de Boris Vian, Cercle des critiques de la capitale.
2006 Palme de la meilleure production, La Société de Métis de Normand Chaurette, Cercle des critiques de la capitale.
2005 Masque de la production franco-canadienne de l’Académie québécoise du théâtre pour la production Cette fille-là de Joan MacLeod, traduction d’Olivier Choinière.
2005 Prix John-Hirsch pour « son travail et sa rigueur exceptionnelle dans l’exploration scénique d’une dramaturgie exigeante et audacieuse ».
2005 Prix Jessie-Richardson (Vancouver), meilleure production jeune public, Cette fille-là de Joan MacLeod.
2004 Masque de la production franco-canadienne de l’Académie québécoise du théâtre, Le Testament du couturier de Michel Ouellette.
2004 Palme de la meilleure mise en scène, Le Testament du couturier de Michel Ouellette, Cercle des critiques de la capitale.